# Matthias Gallas

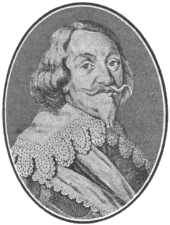
Matthias Gallas

Matthias Gallas (ur. 16 września 1584 w Trydencie, zm. 25 kwietnia 1647 w Wiedniu) – hrabia Campo, książę Lucery; cesarski wódz podczas wojny trzydziestoletniej.

## Życiorys
Służbę w armii austriackiej rozpoczął we Flandrii, potem w Sabaudii walczył razem z Hiszpanami, a następnie dołączył do sił Ligi Katolickiej jako kapitan.
Na początku wojny trzydziestoletniej Gallas jako pułkownik regimentu piechoty wyróżnił się szczególnie w bitwie pod Stadtlohn (1623). W 1630 służył jako generał (General-Feldwachtmeister) pod Collalto we Włoszech, miał główny udział w zdobyciu Mantui.
Za swą służbę nagrodzony został tytułem hrabiego cesarstwa, następnie wrócił do Niemiec, by wziąć udział w kampanii przeciwko Gustawowi Adolfowi. W latach 1631–1632, dowodząc jednym z korpusów armii Wallensteina, ochraniał Czechy przeciwko Szwedom. Następnie służył w Alte Veste koło Norymbergi. Udana służba w walce przeciw Bernardowi Weimarskiemu zwróciła na niego uwagę cesarza, który za radą Wallensteina 22 grudnia 1631 awansował go na stopień generała artylerii. 13 października 1632 został mianowany marszałkiem polnym i miesiąc później wziął udział w bitwie pod Lützen. 25 września 1633 mianowany generałem lejtnantem.
Na rozkaz cesarza nawiązał z nim bliską znajomość niejaki Joachim Friedrich von Blumenthal, który nakłonił go do wzięcia udziału w konspiracji przeciwko Wallensteinowi. Wkrótce stał się jednym z przywódców spisku. Po morderstwie Wallensteina w Chebie (25 lutego 1634) wyznaczony został na wodza armii którą sformował i dotąd prowadził Wallenstein. Otrzymał też po zamordowanym dowódcy księstwo Frydlantu w Czechach. Podczas bitwy pod Nördlingen (23 sierpnia 1634) w której zniszczono całą armię szwedzką, Gallas był naczelnym wodzem zwycięskiej armii cesarskiej.
Następnie dowodził wojskami operującymi w Lotaryngii, gdzie w dolinie Mozeli dokonał takiego zniszczenia i spustoszenia, że wskutek tego nawet jego armia zaczęła cierpieć głód. W latach 1637–1638 prowadził działania przeciwko armii szwedzkiej Johana Banéra. Był to ze strony Gallasa prawdziwy popis niedołęstwa, który doprowadził do utraty całych północnych Niemiec. W końcu przegrał bitwę pod Chemnitz w 1639, wpuszczając Szwedów na południe i stracił dowództwo, stając się do tego obiektem powszechnego pośmiewiska.
W krytycznym momencie znów wezwano go do służby, by powstrzymać zwycięski pochód Torstenssona. Szwedzi zapędzili go do Magdeburga, skąd w końcu uciekł z ostatnią resztką powierzonej sobie armii. Znów pozbawiony dowództwa, w 1645 ponownie dano mu szansę (po szwedzkim zwycięstwie w bitwie pod Jankowem). Wkrótce, stary i zmęczony ciągłymi porażkami, za to syty zdobytych ździerstwem bogactw, sam zrezygnował z dowództwa i zmarł w 1647 w Wiedniu. Zarówno on, jak i jego armia, zarobili sobie na reputację największych okrutników i łupieżców w całej wojnie trzydziestoletniej. 
Jak wielu innych wodzów-zbirów tego okresu, dzięki łupiestwom dorobił się wielu bogactw i wielkich posiadłości terytorialnych (szczególnie znaczący był jego udział w posiadłościach Wallensteina).
Był założycielem austriackiej rodziny Gallas, która dostarczyła w przyszłości wielu wyróżniających się żołnierzy dla armii cesarskiej.